# Rhys Darby
Rhys Montague Darby est un acteur et humoriste néo-zélandais, né le 21 mars 1974 à Auckland. Il a été révélé par le rôle de Murray Hewitt dans la série télévisée Flight of the Conchords.
Il est marié à Rosie Carnahan, avec qui il a deux enfants, Finn et Théo.

## Biographie

### Débuts de carrière
En 1994, après trois ans au service de l’armée néo-zélandaise, où son expérience tient plus d’une erreur d’orientation professionnelle que d’un engagement personnel, Rhys Darby décide de troquer le fusil contre une arme qu’il maitrise bien mieux : le rire. Il s’inscrit alors à l’université de Canterbury (Christchurch) en 1995, où il rejoint le Comedy Club et fait rapidement parler de lui avec son one man show étudiant, Things Rhys can do.

L’année suivante, son duo avec Grant Lobban, Rhysently Granted, remporte la soirée scène ouverte au Southern Blues Bar de Christchurch, et permet à Rhys de se produire dans deux festivals internationaux. Son humour fait sensation et il est nommé consécutivement en 2001 et 2002 pour les Billy T Award, une cérémonie de remise de prix comédie néo-zélandaise. Il décroche ensuite son diplôme de théorie de l’art et s’installe à Auckland, où il continue de se mettre en scène, seul cette fois-ci.

### Flight of the Conchords, l'envol de Rhys Darby
En 2002, le kiwi s’exporte en Angleterre, pour faire ses armes. Deux ans plus tard, au Edinburgh Festival Fringe, il rencontre Jemaine Clement et Bret McKenzie, le duo néo-zélandais de Flight of the Conchords.

Du rôle de manager dans la série radio de la BBC, lancée en 2005, Rhys Darby prend ensuite les traits de Murray Hewitt pour l’adaptation télévisée de Flight of the Conchords sur la chaîne américaine HBO. Durant les deux saisons de la série, il incarne l’attaché culturel de l’ambassade néo-zélandaise, et manager d’un duo de musiciens tout aussi raté que lui.
Le côté pince-sans-rire et décalé de la série, associé à l’accent très particulier des acteurs néozélandais a su faire de la série un ovni radiophonique et télévisuel et ainsi permis à ses acteurs de percer aux États-Unis.

### Atterrissage à Hollywood
Le succès de la série Flight of the Conchords a permis à Rhys Darby de se faire connaître en tant qu'humoriste, mais aussi d'évoluer dans des domaines aussi différents que la télévision, le cinéma et la radio.

#### Carrière d'humoriste
Les spectacles de Rhys Darby sont particulièrement marqués par le mélange d’anecdotes personnelles et la capacité qu’a l’humoriste à mimer et bruiter ses personnages.
Après s’être produit dans différents festivals à travers le monde, (notamment au festival Just for Laughs de Montréal et au Edinburgh Festival Fringe) Rhys Darby sort, en 2008, un DVD de la performance live de son show « Imagine That! ».

Depuis, Rhys Darby enchaîne les tournées. Il passe notamment par le Bloomsbury Theatre de Londres. Un spectacle acclamé par la critique, qui salue la performance de l’humoriste. « La question la plus importante était de savoir s’il serait toujours aussi drôle même sans les « Conchords ». La réponse est un oui retentissant», déclare Perth Now. 

Le 12 décembre 2011, le DVD de sa dernière tournée à Londres, Edinburgh, en Australie et Nouvelle-Zélande, Rhys Darby Night, est sorti.

#### Carrière d'acteur
Jim Carrey, avec qui Rhys Darby partagea l’écran le temps du film Yes Man, voit en lui « une folie à la Peter Sellers». « Il est simplement absolument brillant », déclarera la star. Cette collaboration sur le plateau de Yes Man fut celle qui marqua le début de la carrière de Rhys Darby à Hollywood.

Il a depuis joué dans plusieurs productions (Good Morning England, Coming & Going). En plus de son rôle dans How to be a Gentleman, Rhys Darby a été pressenti pour remplacer Steve Carell dans la série The Office.

Si Rhys Darby n'a pas obtenu pour le rôle de The Office, le producteur de la série, Ash Atalla, offre au comédien l'occasion de briller dans la nouvelle comédie anglaise de Channel 4, The Fun Police. Prévue pour l'automne 2011, la sitcom présente Rhys Darby aux côtés de Vic Reeves.

#### Publicité
En juillet 2008, Rhys Darby apparaît aux côtés de Roger Federer pour Nike, où il incarne un imposteur fou qui se prend pour le coach du tennisman.

En mars 2010, on le retrouve dans la série de publicités « Let’s do Amazing » de Hewlett Packard. Il y campe un interviewer auprès de célébrités comme Annie Liebowitz et Dr Dre.

#### Animateur radio
Depuis son passage sur la BBC pour Flight of the Conchords, Rhys Darby continue ses frasques à la radio, en compagnie du journaliste néo-zélandais David Farrier, avec le programme « The Cryptid Factor », sur la fréquence 95bFM qu’il anime depuis septembre 2009.

## Filmographie
(juillet 2023).
La mise en forme du texte ne suit pas les recommandations de Wikipédia : il faut le « wikifier ».
Les points d'amélioration suivants sont les cas les plus fréquents. Le détail des points à revoir est peut-être précisé sur la page de discussion.
- Les titres sont pré-formatés par le logiciel. Ils ne sont ni en capitales, ni en gras.
- Le texte ne doit pas être écrit en capitales (les noms de famille non plus), ni en gras, ni en italique, ni en « petit »…
- Le gras n'est utilisé que pour surligner le titre de l'article dans l'introduction, une seule fois.
- L'italique est rarement utilisé : mots en langue étrangère, titres d'œuvres, noms de bateaux, etc.
- Les citations ne sont pas en italique mais en corps de texte normal. Elles sont entourées par des guillemets français : « et ».
- Les listes à puces sont à éviter, des paragraphes rédigés étant largement préférés. Les tableaux sont à réserver à la présentation de données structurées (résultats, etc.).
- Les appels de note de bas de page (petits chiffres en exposant, introduits par l'outil «  Source ») sont à placer entre la fin de phrase et le point final[comme ça].
- Les liens internes (vers d'autres articles de Wikipédia) sont à choisir avec parcimonie. Créez des liens vers des articles approfondissant le sujet. Les termes génériques sans rapport avec le sujet sont à éviter, ainsi que les répétitions de liens vers un même terme.
- Les liens externes sont à placer uniquement dans une section « Liens externes », à la fin de l'article. Ces liens sont à choisir avec parcimonie suivant les règles définies. Si un lien sert de source à l'article, son insertion dans le texte est à faire par les notes de bas de page.
- La présentation des références doit suivre les conventions bibliographiques. Il est recommandé d'utiliser les modèles {{Ouvrage}}, {{Chapitre}}, {{Article}}, {{Lien web}} et/ou {{Bibliographie}}. Le mode d'édition visuel peut mettre en forme automatiquement les références.
- Insérer une infobox (cadre d'informations à droite) n'est pas obligatoire pour parachever la mise en page.

Pour une aide détaillée, merci de consulter Aide:Wikification.
Si vous pensez que ces points ont été résolus, vous pouvez retirer ce bandeau et améliorer la mise en forme d'un autre article.

### Cinéma
- 2011 - Arthur Christmas
- 2011 - Love Birds
- 2010 - Coming and Going
- 2010 - Diagnosis : Death
- 2009 - Peacock Season (FMW Films, UK)
- 2009 - Good Morning England
- 2008 - Yes Man
- 2014 - Vampires en toute intimité (What We Do in the Shadows) : Anton
- 2016 : À la poursuite de Ricky Baker (Hunt for the Wilderpeople) : Psycho Sam
- 2017 : Jumanji: Bienvenue dans la jungle (Jumanji: Welcome to the Jungle) de Jake Kasdan : Nigel
- 2019 : Guns Akimbo de Jason Lei Howden : Glenjamin
- 2019 : Jumanji: Next Level de Jake Kasdan : Nigel
- 2022 : Le Destin des Tortues Ninja, le film (Rise of the Teenage Mutant Ninja Turtles: The Movie) : Hypno-Potamus (voix)
- 2023 : Une équipe de rêve (Next Goal Wins) de Taika Waititi
- 2025 : Love Hurts de Jonathan Eusebio

### Télévision
- 2022-2023 - Our Flag Means Death : Capitaine Stede Bonnet, le Gentleman Pirate
- 2017 - Les Désastreuses Aventures des orphelins Baudelaire : Charles d'Ulcy
- Depuis 2016 - Wrecked (TBS) : Steve
- 2016 - The X-Files S10E03 (Guy Mann)
- 2014 - Legit  (FXX)
- 2014 - Modern Family : Fergus Anderson
- 2013 - How I met your mother (CBS)
- 2011 - How to be a Gentleman  (CBS)
- 2010 - Comedy Christmas Cracker (TVNZ)
- 2009 - 7 Days (TV3, NZ)
- 2009 - The Amazing Dermot (Channel 4, UK)
- 2009 - Intrepid Journeys (TVNZ)
- 2009 - Rocked the Nation (C4)
- 2009 - Jaquie Brown Diaries (TV3)
- 2009 - Rove (ten)
- 2008 - Yo Gabba Gabba! (Nick Jr)
- 2007 - Flight of the Conchords (HBO)
- 2007 - Ellen’s Really Big Show (TBS)
- 2007 - The Comedy Store (Paramount)
- 2006 - The Slammer (BBC1)
- 2005 - The Comedy Store (Paramount UK)
- 2005 - The Best of Reading Comedy Tent (ITV1)
- 2005 - Who's ya mate? (TVNZ)
- 2005 - 100 Greatest Cartoons ever (Channel 4)
- 2000 – Pulp Comedy Special (NZ)
- 1999 – Pulp Comedy (NZ)

### Jeux-Video
- 2020 - Half-Life: Alyx : Russel

## Voix francophones
En version française,  Vincent Ropion est la voix régulière de Rhys Darby, le doublant tour à tour dans Flight of the Conchords, Jumanji : Bienvenue dans la jungle, Angie Tribeca, Jumanji: Next Level, Guns Akimbo ou encore Our Flag Means Death. 
En parallèle, Laurent Morteau le double à trois reprises dans How I Met Your Mother, Gentleman : mode d'emploi et Killing Hasselhoff, tandis qu'il est doublé à titre exceptionnel par Cédric Dumond dans Yes Man, Laurent Natrella dans Good Morning England, Gilduin Tissier dans Life in Pieces, Sébastien Desjours dans X-Files : Aux frontières du réel, Pierre Tessier dans Les Désastreuses Aventures des orphelins Baudelaire, Arnaud Arbessier dans La Grande imposture et Christophe Desmottes dans Sweet Tooth.